# 대산초등학교 (전북)
대산초등학교는 대한민국 전북특별자치도 고창군 대산면 율촌리에 있는 공립 초등학교이다.

## 학교 연혁
- 1923년 6월 10일 대산공립보통학교 개교(설립인가 3월 31일)
- 1938년 4월 1일 대산공립심상소학교로 개칭
- 1941년 4월 1일 대산공립국민학교로 개칭
- 1945년 10월 5일 대산국민학교로 교명 변경
- 1982년 3월 2일 병설유치원 개설
- 1996년 3월 1일 대산초등학교로 개칭
- 2016년 8월 22일 별관 외부 창호 교체공사
- 2017년 2월 28일 진입로 포장 및 배수로 공사
- 2019년 3월 1일 주민참여사업 선정 및 금은노 아노사 운영
- 2020년 9월 1일 제38대 김은숙 교장 부임
- 2021년 2월 10일 제95회 졸업식(총 4,749)
- 2021년 3월 1일 초등학교 5학급, 유치원 1학급 편성

## 학교 상징
- 교화 - 백일홍 : 잎은 마주나고 달걀 모양이며 잎자루가 없다. 가장자리는 밋밋하며 털이 나서 거칠다. 끝이 뾰족하며 밑은 심장 모양이다. '백일홍'이란 꽃이 100일 동안 붉게 핀다는 뜻이다. 꽃말(흰꽃)은 '순결'이다.
- 교목 - 주목 : 고산 지대에서 자고 높이 20m, 지름 2m에 달한다. 가지는 사방으로 퍼지고 큰 가지와 원대는 홍갈색이며 껍질이 얕게 띠 모양으로 벗겨진다. 관상용으로 심으며, 재목은 가구재로 이용된다.

## 참고 자료
- 대산초등학교 - 한국교육학술정보원 학교알리미